# ULTRA HIGH
「ULTRA HIGH」（ウルトラ・ハイ）は、1998年3月21日に発売されたレイジーのシングル。

## 概要
再結成後初のシングル。
1997年、井上俊次がディレクターを務めていたレコード会社「エアーズ」は、当時放送中だった『ウルトラマンダイナ』のエンディングテーマを発売していた。そしてシリーズ後半のために新たなエンディングテーマを制作することになり、それをレイジーに歌わせるという案が浮上。翌年3月からの使用に向けて打ち合わせが行われ、解散以来16年ぶりにメンバーが「レイジー」として顔を合わせることになった。
そして、1998年1月にレコーディングが行われ、レイジーの17年ぶりの新曲が完成。かつてのアイドル路線の面影をまったく見せず、ハイテンションなヘヴィメタル系ロックとなった。エンディング初登場は1998年3月14日（第27話）で同年8月29日の最終回（第51話）まで使用された。
なお、当時ベーシストの田中宏幸が復帰していなかった為、ベースはギタリストの高崎晃が兼任。発売に先駆けて3月8日に渋谷タワーレコードで行われたイベントでは寺沢功一が代役を務めた。

## 収録曲
全作詞・作曲・編曲：LAZY
1. ULTRA HIGH
MBS・TBS系『ウルトラマンダイナ』後期エンディングテーマ。当初は影山ヒロノブがバラード調の曲を用意していたが、それを良しとしなかった高崎がスタジオで書き下ろしたという[2]。
高崎によると、「ULTRA HIGH」は当時4歳だった息子と一緒に見ていた『電磁戦隊メガレンジャー』や『星獣戦隊ギンガマン』の主題歌に影響されて作曲したそうで、高崎曰く「息子と一緒に『メガレンジャー』や『ギンガマン』を見ていたから子供たちが喜ぶツボは抑えてるハズ（笑）」とのこと。「ULTRA HIGH」は高崎の息子を含む園児層の為に捧げた曲と語っている[3]。
2. Everybody Wants Love
サビの部分がリードボーカルとコーラスの掛け合いになっている。歌詞の中にレイジーの名を出すなど、かつての「レイジーのテーマ」に代わる新たなバンドのテーマ曲として作られたことが窺える。アルバム未収録。
3. ULTRA HIGH (Original Karaoke)
4. Everybody Wants Love (Original Karaoke)